# Citibank Morocco
Citibank Morocco est une banque commerciale et d'investissement marocaine, fondée en 1967 et filiale du groupe Citibank.

## Métiers
- Finance d’entreprise
- Marché de capitaux
- Gestion de portefeuille